# Campeonato Europeo Sub-17 de la UEFA 2013
El Campeonato Europeo Sub-17 de la UEFA de 2013 fue la 12.ª edición de este torneo juvenil. El certamen se realizó en Eslovaquia. Los 4 mejores y los mejores terceros de la fase final clasificaron a la Copa Mundial de Fútbol Sub-17 de 2013 a desarrollarse en Emiratos Árabes Unidos.

## Estadios
| Žilina             | Dubnica nad Váhom | Nitra               | Zlaté Moravce    |
| ------------------ | ----------------- | ------------------- | ---------------- |
| Štadión pod Dubňom | Mestský Štadión   | Štadión pod Zoborom | Štadión FC ViOn  |
| Capacidad: 10,800  | Capacidad: 5,156  | Capacidad: 5,050    | Capacidad: 3,300 |
|                    |                   |                     |                  |

## Resultados
- Los horarios corresponden a la hora de Eslovaquia (UTC+1).
- Acotaciones: Pts: Puntos; PJ: Partidos jugados; PG: Partidos ganados; PE: Partidos empatados; PP: Partidos perdidos; GF: Goles a favor; GC: Goles en contra; Dif: Diferencia de goles.

## Primera fase
En esta fase hay dos grupos de cuatro selecciones, el primero y segundo pasan a las semifinales, sin embargo, los terceros de cada grupo obtendrán sus cupos a la Copa Mundial de Fútbol Sub-17 de 2013, al igual que los 4 mejores.
|  | Clasificación a las semifinales y a la Copa Mundial de Fútbol Sub-17 de 2013. |
|  | Eliminación pero clasificación para la Copa Mundial de Fútbol Sub-17 de 2013. |

### Grupo A
| Equipo     | Pts | PJ | PG | PE | PP | GF | GC | Dif |
| ---------- | --- | -- | -- | -- | -- | -- | -- | --- |
| Eslovaquia | 5   | 3  | 1  | 2  | 0  | 3  | 2  | 1   |
| Suecia     | 5   | 3  | 1  | 2  | 0  | 2  | 1  | 1   |
| Austria    | 4   | 3  | 1  | 1  | 1  | 3  | 3  | 0   |
| Suiza      | 1   | 3  | 0  | 1  | 2  | 3  | 5  | -2  |

| 5 de mayo de 2013, 14:30 | Eslovaquia     | 1:0 (0:0) | Austria | Mestský štadión, Dubnica nad Váhom          |                                             |
|                          | Slaninka 80+2' | Reporte   |         | Árbitro(s): Serdar Gözübüyük (Países Bajos) | Árbitro(s): Serdar Gözübüyük (Países Bajos) |

| 5 de mayo de 2013, 19:30 | Suiza | 0:1 (0:1) | Suecia      | Štadión pod Dubňom, Žilina                   |                                              |
|                          |       | Reporte   | Engvall 38' | Árbitro(s): Anastasios Sidiropoulos (Grecia) | Árbitro(s): Anastasios Sidiropoulos (Grecia) |

| 8 de mayo de 2013, 16:00 | Austria     | 1:1 (0:0) | Suecia     | Mestský štadión, Dubnica nad Váhom |                                  |
|                          | Zivotic 49' | Reporte   | Suljic 44' | Árbitro(s): Neil Doyle (Irlanda)   | Árbitro(s): Neil Doyle (Irlanda) |

| 8 de mayo de 2013, 18:00 | Eslovaquia               | 2:2 (1:2) | Suiza                     | Štadión pod Dubňom, Žilina             |                                        |
|                          | Varga 39' · Slaninka 69' | Reporte   | Trachsel 22' · Kamber 29' | Árbitro(s): Ivaylo Stoyanov (Bulgaria) | Árbitro(s): Ivaylo Stoyanov (Bulgaria) |

| 11 de mayo de 2013, 16:30 | Suecia | 0:0     | Eslovaquia | Štadión pod Dubňom, Žilina            |                                       |
|                           |        | Reporte |            | Árbitro(s): Slavko Vinčić (Eslovenia) | Árbitro(s): Slavko Vinčić (Eslovenia) |

| 11 de mayo de 2013, 16:30 | Austria                     | 2:1 (2:0) | Suiza      | Mestský štadión, Dubnica nad Váhom       |                                          |
|                           | Baumgartner 11' · Ripic 35' | Reporte   | Kamber 57' | Árbitro(s): Nerijus Dunauskas (Lituania) | Árbitro(s): Nerijus Dunauskas (Lituania) |

### Grupo B
| Equipo  | Pts | PJ | PG | PE | PP | GF | GC | Dif |
| ------- | --- | -- | -- | -- | -- | -- | -- | --- |
| Rusia   | 5   | 3  | 1  | 2  | 0  | 4  | 1  | 3   |
| Italia  | 5   | 3  | 1  | 2  | 0  | 3  | 2  | 1   |
| Croacia | 5   | 3  | 1  | 2  | 0  | 2  | 1  | 1   |
| Ucrania | 0   | 3  | 0  | 0  | 3  | 2  | 7  | -5  |

| 5 de mayo de 2013, 14:30 | Rusia                                                  | 3:0 (0:0) | Ucrania | Štadión FC ViOn, Zlaté Moravce         |                                        |
|                          | Khodzhaniyazov 47' · Mayrovich 62' · Zhemaletdinov 79' | Reporte   |         | Árbitro(s): Ivaylo Stoyanov (Bulgaria) | Árbitro(s): Ivaylo Stoyanov (Bulgaria) |

| 5 de mayo de 2013, 17:30 | Croacia | 0:0     | Italia | Štadión pod Zoborom, Nitra       |                                  |
|                          |         | Reporte |        | Árbitro(s): Neil Doyle (Irlanda) | Árbitro(s): Neil Doyle (Irlanda) |

| 8 de mayo de 2013, 14:00 | Rusia | 0:0     | Croacia | Štadión FC ViOn, Zlaté Moravce           |                                          |
|                          |       | Reporte |         | Árbitro(s): Nerijus Dunauskas (Lituania) | Árbitro(s): Nerijus Dunauskas (Lituania) |

| 8 de mayo de 2013, 18:00 | Ucrania          | 1:2 (0:0) | Italia                        | Štadión pod Zoborom, Nitra            |                                       |
|                          | Vachiberadze 61' | Reporte   | Parigini 75' · Pugliese 80+3' | Árbitro(s): Slavko Vinčić (Eslovenia) | Árbitro(s): Slavko Vinčić (Eslovenia) |

| 11 de mayo de 2013, 19:30 | Italia         | 1:1 (0:1) | Rusia       | Štadión pod Zoborom, Nitra                  |                                             |
|                           | Capradossi 43' | Reporte   | Gasilin 12' | Árbitro(s): Serdar Gözübüyük (Países Bajos) | Árbitro(s): Serdar Gözübüyük (Países Bajos) |

| 11 de mayo de 2013, 19:30 | Ucrania       | 1:2 (1:1) | Croacia                         | Štadión FC ViOn, Zlaté Moravce               |                                              |
|                           | Tsygankov 17' | Reporte   | Halilović 40+1' (p) · Murić 71' | Árbitro(s): Anastasios Sidiropoulos (Grecia) | Árbitro(s): Anastasios Sidiropoulos (Grecia) |

## Fase Final
|  | Semifinales | Semifinales |       |        | Final      | Final      |  |
|  | 14 de mayo  | 14 de mayo  |       |        | 17 de mayo | 17 de mayo |  |
|  |             |             |       |        |            |            |  |
|  |             |             |       |        |            |            |  |
|  | Eslovaquia  | 0           |       |        |            |            |  |
|  | Eslovaquia  | 0           |       |        |            |            |  |
|  | Italia      | 2           |       |        |            |            |  |
|  | Italia      | 2           |       | Italia | 0 (4)      |            |  |
|  |             |             |       | Italia | 0 (4)      |            |  |
|  |             |             | Rusia | 0 (5)  |            |            |  |
|  | Rusia       | 0 (10)      | Rusia | 0 (5)  |            |            |  |
|  | Rusia       | 0 (10)      |       |        |            |            |  |
|  | Suecia      | 0 (9)       |       |        |            |            |  |
|  | Suecia      | 0 (9)       |       |        |            |            |  |
|  |             |             |       |        |            |            |  |

### Semifinales
| 14 de mayo de 2013, 16:00 | Eslovaquia | 0:2 (0:1) | Italia                       | Štadión pod Dubňom, Žilina             |                                        |
|                           |            | Reporte   | Pugliese 4' · Capradossi 64' | Árbitro(s): Ivaylo Stoyanov (Bulgaria) | Árbitro(s): Ivaylo Stoyanov (Bulgaria) |

| 14 de mayo de 2013, 20:30 | Rusia | 0:0 (10:9 p.)              | Suecia | Štadión pod Dubňom, Žilina            |                                       |
|                           | | Reporte                    | | Árbitro(s): Slavko Vinčić (Eslovenia) | Árbitro(s): Slavko Vinčić (Eslovenia) |
|                           | | Tiros desde el punto penal | |                                       |                                       |
|                           | Rudkovskiy · Zhemaletdinov · Khodzhaniyazov · Sheydaev · Gasilin · Parshikov · S. Makarov · Likhachev · Barinov · Mitryushkin · Sheydaev |                            | Ssewankambo · Wahlqvist · Lipovac · Berisha · Halvadzić · Bergman · Sonko Sundberg · Suljić · Ramhorn · Mohlin · Ssewankambo |                                       |                                       |

### Final
| 17 de mayo de 2013, 18:00 | Italia                                                                    | 0:0 (4:5 p.)               | Rusia                                                                               | Štadión pod Dubňom, Žilina              |                                         |
|                           |                                                                           | Reporte                    |                                                                                     | Árbitro(s): Tasos Sidiropoulos (Grecia) | Árbitro(s): Tasos Sidiropoulos (Grecia) |
|                           |                                                                           | Tiros desde el punto penal |                                                                                     |                                         |                                         |
|                           | Di Molfetta · Cerri · Sciacca · Capradossi · Dimarco · Parigini · Palazzi |                            | Sheydaev · Khodzhaniyazov · Parshikov · Buranov · Gasilin · A. Makarov · S. Makarov |                                         |                                         |

| Bandera de Rusia                                |
| Campeón Rusia                                   |
| 3º título (incluyendo uno como Unión Soviética) |

## Estadísticas

### Tabla general
| Equipo | Equipo     | Pts | PJ | PG | PE | PP | GF | GC | Dif | Rend |
| ------ | ---------- | --- | -- | -- | -- | -- | -- | -- | --- | ---- |
| 1      | Rusia      | 7   | 5  | 1  | 4  | 0  | 4  | 1  | +3  | 47%  |
| 2      | Italia     | 9   | 5  | 2  | 3  | 0  | 5  | 2  | +3  | 60%  |
| 3      | Suecia     | 6   | 4  | 1  | 3  | 0  | 2  | 1  | +1  | 50%  |
| 4      | Eslovaquia | 5   | 4  | 1  | 2  | 1  | 3  | 4  | -1  | 42%  |
| 5      | Croacia    | 5   | 3  | 1  | 2  | 0  | 2  | 1  | +1  | 56%  |
| 6      | Austria    | 4   | 3  | 1  | 1  | 1  | 3  | 3  | 0   | 44%  |
| 7      | Suiza      | 1   | 3  | 0  | 1  | 2  | 3  | 5  | -2  | 11%  |
| 8      | Ucrania    | 0   | 3  | 0  | 0  | 3  | 2  | 7  | -5  | 0%   |

### Goleadores
| Jugador         | Equipo     | Goles |
| --------------- | ---------- | ----- |
| Elio Capradossi | Italia     | 2     |
| Mario Pugliese  | Italia     | 2     |
| Martin Slaninka | Eslovaquia | 2     |
| Robin Kamber    | Suiza      | 2     |

## Clasificados alMundial Sub-17 de 2013
| Bandera de Austria | Bandera de Croacia | Bandera de Eslovaquia | Bandera de Italia | Bandera de Rusia | Bandera de Suecia |
| Austria            | Croacia            | Eslovaquia            | Italia            | Rusia            | Suecia            |
| ------------------ | ------------------ | --------------------- | ----------------- | ---------------- | ----------------- |